# HC 07 Detva
HC 07 Detva – słowacki klub hokejowy z siedzibą w Detvie.

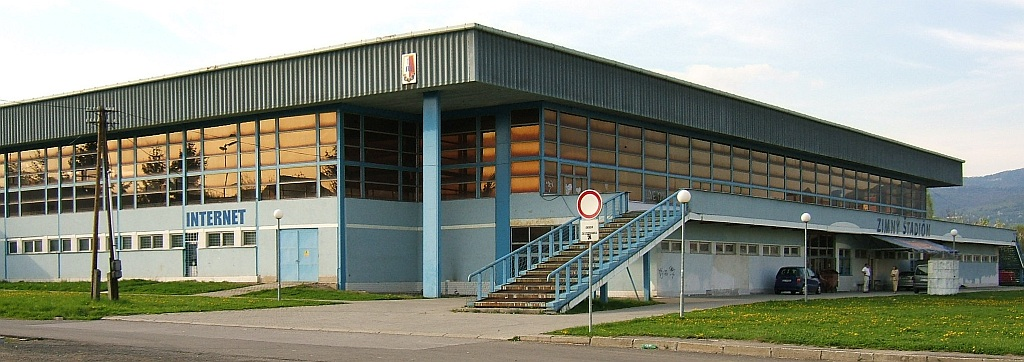
Lodowisko klubu

## Sukcesy
- Mistrzostwo 2. ligi: 2008
- Awans do 1. ligi: 2008
- Mistrzostwo 1. ligi: 2015, 2017

W 2005 drużyna zdobyła mistrzostwo 1. ligi słowackiej, po czym w rywalizacji o miejsce w ekstralidze słowackiej uległa zespołowi MsHK Žilina 1:4.